# Lex Iulia de repetundis
La Lex Iulia de repetundis, ou Lex Iulia repetundarum, est une loi de la fin de la république romaine permettant aux citoyens romains de porter plainte contre un sénateur en cas d'exaction, d'abus de pouvoir ou de corruption. Cette loi fut mise en place en 59 avant notre ère.